# Petia sur le chemin du Royaume des Cieux
Pour plus de détails, voir Fiche technique et Distribution.
Petia sur le chemin du Royaume des Cieux (russe : Петя по дороге в Царствие Небесное, Petia po dorogué v Tsarstvie Nebesnoïe) est un film dramatique russe réalisé par Nikolaï Dostal et sorti en 2009.
Il s'agit d'une adaptation d'une nouvelle éponyme de Mikhaïl Kouraïev (ru). Le film remporte le George d'or au Festival international du film de Moscou 2009.

## Synopsis
Le film se déroule en février-mars 1953, avant et après la mort de Joseph Staline. Les événements se déroulent dans la ville de Kandalakcha.
C'est là que vit le marginal du village, Petia, qui souffre du syndrome de Korsakoff. Il a constamment l'impression d'être un policier, et il est engagé, comme il le croit, dans une importante activité de police de la circulation : il vérifie les cartes grises et les permis des conducteurs, contrôle l'état de marche des véhicules. Il se présente comme l'inspecteur Petia. Presque personne dans la ville n'offense Petia, personne n'essaie de lui désobéir. S'ils plaisantent à son sujet, c'est avec gentillesse. Konovalov, le directeur de la centrale électrique Nivskie GES (ru), joue le jeu de Petia lorsqu'il contrôle les papiers de son chauffeur, et tous les chauffeurs locaux font de même. L'officier de police traite Petia comme s'il était vraiment un inspecteur de la police routière, comprend sa demande de lui donner un révolver Nagant « même sans munitions » et, quelques jours plus tard, lui remet un pistolet en bois. Le colonel Bogouslavski, chef de la colonie locale, est une exception. Lorsque Petia tente de contrôler sa voiture, il le réprimande sévèrement et jette le pistolet en bois de Petia.
Petia est compréhensif et aide tout le monde autant qu'il le peut. Il est prêt à couper du bois, à raccompagner une blanchisseuse locale à la gare avec un auto-stoppeur. Petia ne sait pas si la Terre est ronde ou non, il ne sait pas si 30 compte plus que 25 (au tout début du film, il a intrigué deux convois de la zone du goulag avec cette question), mais il dégage une chaleur humaine et une sincérité. Il s'inquiète longtemps que sa maladresse à la cantine ait offensé Konovalov.
Au cours d'une des inspections, Petia se brûle la main et rencontre la femme du colonel Bogouslavski, qui travaille comme médecin dans la polyclinique locale ; il tombe amoureux d'elle de façon spontanée et puérile. Bogouslavski est beaucoup plus âgé que sa femme et la soupçonne d'infidélité. Il entame donc une conversation avec son collègue Ioffe, lui demandant de lui rapporter des informations sur le comportement de sa femme, en faisant allusion à son origine juive (à l'époque, en URSS, on encourageait ce qu'on appelait l' « affaire des médecins » et l'on luttait contre le cosmopolitisme). Ioffe accepte, mais à l'initiative de la jeune femme, il devient lui-même intime avec Irina.
Les élections au Soviet suprême de l'Union soviétique approchent et Nikolaï Konstantinovitch Tcherkassov, candidat au poste de député, Artiste du peuple de l'URSS, visite Kandalakcha pour faire campagne et rencontrer ses électeurs. Il s'assoit dans le présidium de la réunion, fait une apparition importante, mais bâille franchement et s'ennuie devant les discours officiels. Ayant croisé le regard de Petia, Tcherkassov est transformé. Remarquant le clin d'œil de Petia à Tcherkassov, la salle s'anime.
On annonce la maladie de Staline, puis sa mort. Petia ne comprend pas pourquoi les prisonniers se réjouissent de la mort du dirigeant. Il accroche lui-même un drapeau avec des rubans de deuil à la maison. Pendant ce temps, Boguslavsky déplore qu'immédiatement après la mort de Staline, l'« affaire des médecins » ait été annulée.
Deux prisonniers s'échappent d'une zone pénitentiaire proche de la ville. Le premier est capturé dans le grenier d'une maison voisine. Des gardes du goulag sont envoyés pour attraper le second, et Petia se joint à eux. Ce jour devient le tout dernier de sa vie : il est abattu par erreur par l'un des gardes.

## Fiche technique
- Titre français : Petia sur le chemin du Royaume des Cieux[1]
- Titre original russe : Петя по дороге в Царствие Небесное, Petia po dorogué v Tsarstvie Nebesnoïe[2]
- Réalisation : Nikolaï Dostal
- Scénario : Mikhaïl Kouraïev (ru) d'après sa nouvelle éponyme.
- Photographie : Alicher Khamidkhodjaïev (ru)
- Musique : Alekseï Chelyguine (ru)
- Production : Fiodor Popov
- Sociétés de production : studio Stella
- Pays de production :  Russie
- Langues originales : russe
- Format : Couleurs
- Genre : Drame
- Durée : 97 minutes
- Dates de sortie :
  - Russie : 22 juin 2009 (Festival international du film de Moscou) ; 30 juillet 2009 (sortie nationale)

## Distribution
- Iegor Pavlov — Petia
- Roman Madianov — colonel Bogouslavski
- Aleksandr Korchounov (ru) — Konovalov
- Svetlana Timofeïeva-Letounovskaïa (ru) — Irina, l'épouse du colonel Bogouslavski
- Ievgueni Redko (ru) — le chirurgien Ioffe
- Svetlana Oulybina (ru) — la mère de Petia
- Nikolaï Matchoulski — capitaine Iarkine
- Maria Zvonariova (ru) — Doussia
- Vladimir Kapoustine (ru) — l'officier de police
- Iouri Ponomarenko — capitaine Topolnik

## Production
Le tournage a lieu dans les villes de Zelenoborski, Kirovsk et Kandalakcha, toutes trois situées dans l'oblast de Mourmansk,.